# هیروشی تاچی
هیروشی تاچی (انگلیسی: Hiroshi Tachi؛ زادهٔ ۱ ژانویهٔ ۱۹۵۰) هنرپیشه، خواننده-ترانه‌پرداز، و خواننده اهل ژاپن است.